# Gateway to the Narrows Trail
Le Gateway to the Narrows Trail – ou Riverside Walk – est un sentier de randonnée du comté de Washington, dans l'Utah, aux États-Unis. Construit en 1929 selon les principes du style rustique du National Park Service, il remonte la Virgin au sein du parc national de Zion jusqu'à atteindre les Narrows. Il est inscrit au Registre national des lieux historiques depuis le 7 juillet 1987.